# بانی بلو (بازیگر)
تیا بیلینگر (به انگلیسی: Tia Billinger؛ زادهٔ ۱۴ مه ۱۹۹۹) که با نام حرفه‌ای بانی بلو شناخته می‌شود، بازیگر فیلم‌های پورنوگرافی اهل انگلستان است. در سال ۲۰۲۵، او ادعا کرد که در یک روز با ۱,۰۵۷ مرد رابطه‌ی جنسی داشته است تا رکوردی جهانی ثبت کند. بلو به دلیل فیلم‌برداری محتوای جنسی با دانشجویان دانشگاه و اظهارنظر درباره‌ی رابطه‌ی جنسی با مردان متأهل، جنجال‌هایی را برانگیخته است. او در سال ۲۰۲۴ در چندین پادکست حضور یافت که واکنش‌های منفی گسترده‌ای را در ایکس به دنبال داشت. در ژوئن ۲۰۲۵، بلو رویدادی جنجالی با عنوان «باغ‌وحش نوازش» معرفی کرد که در آن قرار بود به‌صورت برهنهدر یک محفظه شیشه‌ای قرار گیرد. هدف اعلام‌شده‌ی او از این اقدام غیرمتعارف، فراهم کردن امکان تعامل فیزیکی با ۲,۰۰۰ مرد بود. در پی این اعلام، گزارش شد که او به دلیل نقض سیاست‌های پلتفرم آنلی‌فنز در زمینه «چالش‌های افراطی» از این پلتفرم محروم شده است.

## اوایل زندگی
بانی بلو در استیپلفورد، ناتینگهام‌شر بزرگ شد. پیش از آغاز حرفه‌اش در صنعت فیلم پورنوگرافی، او در زمینه‌ی کاریابی فعالیت می‌کرد و متأهل بود. در سال ۲۰۲۱، ازدواجش به پایان رسید و به استرالیا مهاجرت کرد. با این حال، او در سال ۲۰۲۵ به مجله‌ی کازموپولیتن گفت که همسر سابقش همچنان در پشت صحنه با او همکاری می‌کند.

## حرفه پورنوگرافی
بلو با بیان اینکه از «زندگی روتین نه تا پنج خسته شده بود»،به عنوان مدل وب‌کم شروع به کار کرد و پس از کسب ۵,۰۰۰ دلار درآمد در یک هفته، صفحه‌ای در پلتفرم آنلی‌فنز راه‌اندازی کرد. او به‌زودی به دلیل انتشار ویدیوهایی از رابطه‌ی جنسی با مردان ۱۸ و ۱۹ ساله شناخته شد. بلو اظهار داشت که طی هفته‌ی جشن فارغ‌التحصیلی در استرالیا و هفته‌ی هفته دانش‌آموزان سال اول در بریتانیا، مکان خود را به‌صورت آنلاین اعلام می‌کند و به مردان اجازه می‌دهد به‌صورت رایگان با او رابطه‌ی جنسی داشته باشند، مشروط بر اینکه رضایت دهند این روابط فیلم‌برداری و در اینترنت منتشر شود. طبق گزارش برادکست، این ویدیوها بلو را به یکی از موفق‌ترین تولیدکنندگان محتوا در آنلی‌فنز تبدیل کرده و او ادعا می‌کند که ماهانه بیش از ۲ میلیون دلار آمریکا (۱.۵ میلیون پوند) درآمد دارد.
بانی بلو ادعا کرده است که با مردان متأهلی که از همسرانشان ناراضی بودند رابطه‌ی جنسی داشته و در چندین پادکست اظهاراتی داشته که زنان را به دلیل خیانت شریک زندگی‌شان مقصر دانسته است. این اظهارات انتقادهایی را در ایکس و تیک‌تاک برانگیخت، جایی که بسیاری از کاربران ابراز نگرانی کردند که سخنان بلو زن‌ستیزانه است و به شیءانگاری جنسی زنان دامن می‌زند. برخی دیگر بلو را متهم کردند که جوانان ساده‌لوح را به انجام رابطه‌ی جنسی جلوی دوربین ترغیب می‌کند و به تأثیرات بلندمدت بر جوانانی که در ویدیوهای او حضور دارند توجهی ندارد. بلو در مصاحبه‌ای با کازموپولیتن، سؤالاتی درباره‌ی اینکه آیا جوانان حاضر در ویدیوهایش پیامدهای آن را درک کرده‌اند یا خیر، «احمقانه» خواند و گفت: «ما هیچ مشکلی با فرستادن جوانان ۱۸ ساله به جنگ نداریم».
برخی استدلال کرده‌اند که فیلم‌برداری و توزیع پورنوگرافی آماتور با حضور افراد ۱۸ و ۱۹ ساله یک حوزه‌ی اخلاقی خاکستری است. سافی ویلکینسون، روزنامه‌نگار، بلو را «چرخ‌دنده‌ای در یک ماشین بسیار بزرگ‌تر» توصیف کرد. بلو بعداً اظهار داشت کسانی که از سن پایین همکارانش در ویدیوها شکایت دارند، باید دولت بریتانیا را به افزایش سن رضایت قانونی تشویق کنند و واکنش‌ها به پادکست سیوینگ گریس را به مخاطبان زن این برنامه نسبت داد، که این خود اتهامات بیشتری مبنی بر زن‌ستیزیعلیه او به دنبال داشت. جی کی بری بعداً این قسمت را حذف کرد. بلو همچنین موضع خود درباره‌ی مردان متأهل را در برنامه‌ی کایل و جکی او تکرار کرد.
در نوامبر ۲۰۲۴، پس از لغو ویزای بلو در استرالیا و فیجی به دلیل کار بدون ویزای مناسب، او در برنامه‌ی صبحگاهی شبکه‌ی آی‌تی‌وی به نام «دیس مورنینگ» حضور یافت و در آنجا با اشلی جیمز، شخصیت تلویزیونی، درباره‌ی تبلیغ محتوای خود بحث کرد. او ادعا کرد که ماهانه ۶۰۰,۰۰۰ پوند درآمد دارد. کلر هابل از نشریه‌ی آی نوشت که شهرت ویروسی بلو «انعکاسی از اقتصاد خشم» است و موفقیت او را با کیتی هاپکینز مقایسه کرد.

### تلاش برای ثبت رکورد جهانی برای بیشترین تعداد شریک جنسی در یک روز
در ژانویه ۲۰۲۵، بانی بلو تلاش کرد تا رکورد جهانی بیشترین تعداد شریک جنسی در یک روز را بشکند و ادعا کرد که در ۱۲ ساعت با ۱,۰۵۷ مرد رابطه‌ی جنسی داشته است. این رکورد از سال ۲۰۰۴ در اختیار لیزا اسپارکس، بازیگر فیلم‌های پورنوگرافیک، بوده که گزارش شده در یک روز با ۹۱۹ مرد رابطه‌ی جنسی داشته است. همکاران بلو در این رویداد ماسک‌های بالاکلاوا به سر داشتند، یکی از مردان مادرش را همراه خود آورده بود و آخرین همکار او با تشکر از فیلم‌بردار و گروه و سپس خواندن آهنگ «تو یه دوست داری» از انیمیشن داستان اسباب‌بازی‌ها شروع کرد. تصاویری از مردانی که در صف ایستاده بودند و یک مرد که به زور توسط مادرش از محل خارج شد، به‌صورت ویروسی منتشر شد.
الی کاجینی از نشریه‌ی دیزد، روزنامه‌های زرد را به دلیل پوشش خبری این اقدام بلو و همچنین اقدام لیلی فیلیپس، دیگر تولیدکننده‌ی محتوای آنلی‌فنز با عنوان «من در یک روز با ۱۰۰ مرد خوابیدم»، مورد انتقاد قرار داد. جو پرایس از نشریه‌ی کمپلکساظهار داشت که به نظر می‌رسد نوعی «رقابت تسلیحاتی در آنلی‌فنز» بین بلو، فیلیپس و سوفی رین برای کسب بیشترین شهرت ویروسی در جریان است.سافی ویلکینسون در مجله‌ی اِل نوشت که بلو و جنبش ۴بی پاسخ‌هایی «بسیار تبلیغ‌شده و افراطی به فرهنگ جنسی ما» هستند و بلو «چهره‌ای برای بیش‌جنسی‌سازی» شده است.ویکتوریا اسمیت از آن‌هرد، بلو را به ترویج «زن‌ستیزی» و «غیرانسانی‌سازی» متهم کرد. بلو در مصاحبه‌ای گفت: «شما می‌توانید این کار [کار جنسی] را انجام دهید چون از آن لذت می‌برید، چون این یک تجارت میلیونی است» و افزود که خانواده‌اش از اقدامات او حمایت می‌کنند.
فلیسیتی مارتین از گلمور، اولیویا پتر از ایندیپندنتو شخصیت تلویزیونی اولیویا اتوود پرسیده‌اند چرا بلو و فیلیپس مورد سرزنش قرار می‌گیرند اما مردانی که برای رابطه‌ی جنسی با آن‌ها در صف ایستاده‌اند، مورد انتقاد قرار نمی‌گیرند.  پتر این اقدام را با تجاوز به ژیزل پلیکو مقایسه کرد، که در آن گروه‌هایی از مردان نیز برای «رابطه‌ی جنسی با زنی که نمی‌شناسند» در صف ایستاده بودند. اوا وایزمن در گاردیننوشت: «در حالی که نیت‌ها، اخلاقیات و آسیب‌های روانی فیلیپس و بلو بارها مورد بررسی قرار گرفته‌اند، مردانی که برای بیستمین یا شصتمین نفری که در سه دقیقه با یک غریبه رابطه‌ی جنسی دارند در صف می‌ایستند [...] به‌سختی مورد توجه قرار گرفته‌اند».
بریت داوسون در کازموپولیتن، بلو و فیلیپس را به‌عنوان «دختران زیبا، بلوند و طبقه‌ی متوسط که زندگی‌های محترمانه‌ی خود را رها کرده و با افتخار وارد صنعت سکس شده‌اند» توصیف کرد که در زمان رشد محافظه‌کاری ضدجنسی، «سوژه‌های ایده‌آل برای روزنامه‌های زرد» هستند و واکنش به آن‌ها یک «وحشت اخلاقی کلاسیک» است. داوسون استدلال می‌کند که بلو در مقابل تصویر معمول کارگران جنسی به‌عنوان قربانی، نمایانگر «کارگران خودمختار» است و به همین دلیل در رسانه‌ها به‌عنوان یک «آدم‌خوار» به تصویر کشیده شده است.

### حضور در سایر رسانه‌ها
در دسامبر ۲۰۲۴، ویدیویی از بانی بلو در خارج از دانشگاه ناتینگهام ترنت منتشر شد که در آن ادعا می‌کرد برای رابطه‌ی جنسی با «جوانان ۱۸ ساله‌ی تازه‌بالغ» به آنجا آمده است. این ویدیو به‌طور گسترده در شبکه‌های اجتماعی بازنشر شد. ویدیو ویرایش شده بود و لوگوی کازینوی آنلاین استیک‌دات‌کام را نمایش می‌داد و توسط حسابی در توییتر که ادعا می‌کرد وابسته به این شرکت است و به انتشار ویدیوهای ویروسی معروف بود، منتشر شد. به گزارش دیلی تلگراف، مشخص نبود که آیا بلو در تولید این تبلیغات نقش داشته است یا خیر.فعالان ضد قمار از وزیر فرهنگ بریتانیا خواستند تا این تبلیغ را به دلیل استفاده از محتوای جنسی برای ترویج قمار در میان جوانان سانسور کند.

در فوریه ۲۰۲۵، بلو در استوری اینستاگرام خود تصویری از نودل، خیارشور و سس شکلات در کنار هشتگ کلمه‌ی «#هوس» منتشر کرد و سپس مجموعه‌ای از عکس‌های خود را با عنوان «حس میلف بودن، می‌دهد» به اشتراک گذاشت که منجر به گمانه‌زنی‌هایی درباره‌ی بارداری او شد؛ او بعداً اعتراف کرد که این یک اقدام نمایشی بود.
در آوریل ۲۰۲۵، بلو حامی مالی باشگاه فوتبال آماتور کالستاک اف‌سی در کورنوالشد، اما این باشگاه مدت کوتاهی پس از آن حمایت او را لغو کرد. در ماه مه همان سال، کانال ۴ بریتانیا اعلام کرد که مستندی درباره‌ی تلاش بلو برای رابطه‌ی جنسی با بیش از ۱,۰۰۰ مرد در یک روز تولید خواهد کرد.
در ژوئن ۲۰۲۵، بلو رویدادی با عنوان «باغ‌وحش نوازش» اعلام کرد که بعداً لغو شد. در این رویداد قرار بود او برهنه و بسته‌شده در یک جعبه‌ی شیشه‌ای در دسترس عموم قرار گیرد و به مردان اجازه داده شود هرچه می‌خواهند با او انجام دهند. او اعلام کرد که هدفش رابطه‌ی جنسی با ۲,۰۰۰ مرد در طول این رویداد بود. این ایده با انتقاداتی از سوی دیگر تولیدکنندگان محتوای آنلی‌فنز، از جمله سوفی رین، مواجه شد که این اقدام را «سیرک» توصیف کرد. در نتیجه، گزارش شده که آنلی‌فنز بلو را به دلیل نقض قوانین پلتفرم علیه «چالش‌های افراطی» از این پلتفرم محروم کرد.  نویسنده‌ای در اکونومیست این ممنوعیت را به «فروش ۸ میلیارد دلاری» این پلتفرم نسبت داد و نوشت که صفحه‌ی ویکی‌پدیای بلو بازدیدهای بیشتری نسبت به صفحه‌ی بیانسه و تقریباً به اندازه‌ی صفحه‌ی تیلور سویفت داشته است.

## جوایز و نامزدی‌ها
| سال  | مراسم              | دسته                                   | نتیجه    |
| ---- | ------------------ | -------------------------------------- | -------- |
| ۲۰۲۵ | جایزه ایکس‌بیز      | خالق زن محبوب                          | نامزدشده |
| ۲۰۲۵ | جوایز پورن‌هاب      | تازه‌وارد محبوب                         | برنده    |
| ۲۰۲۵ | جوایز خالق اِکس‌اِم‌اِی | کلیپ همکاری دختر/پسر سال (با لوک کوپر) | برنده    |

## پیوندهای خارجی
- بانی بلو در بانک اطلاعات اینترنتی فیلم‌ها (IMDb)